# Cempaka Putih (Dżakarta Centralna)
Cempaka Putih – dzielnica Dżakarty Centralnej. 

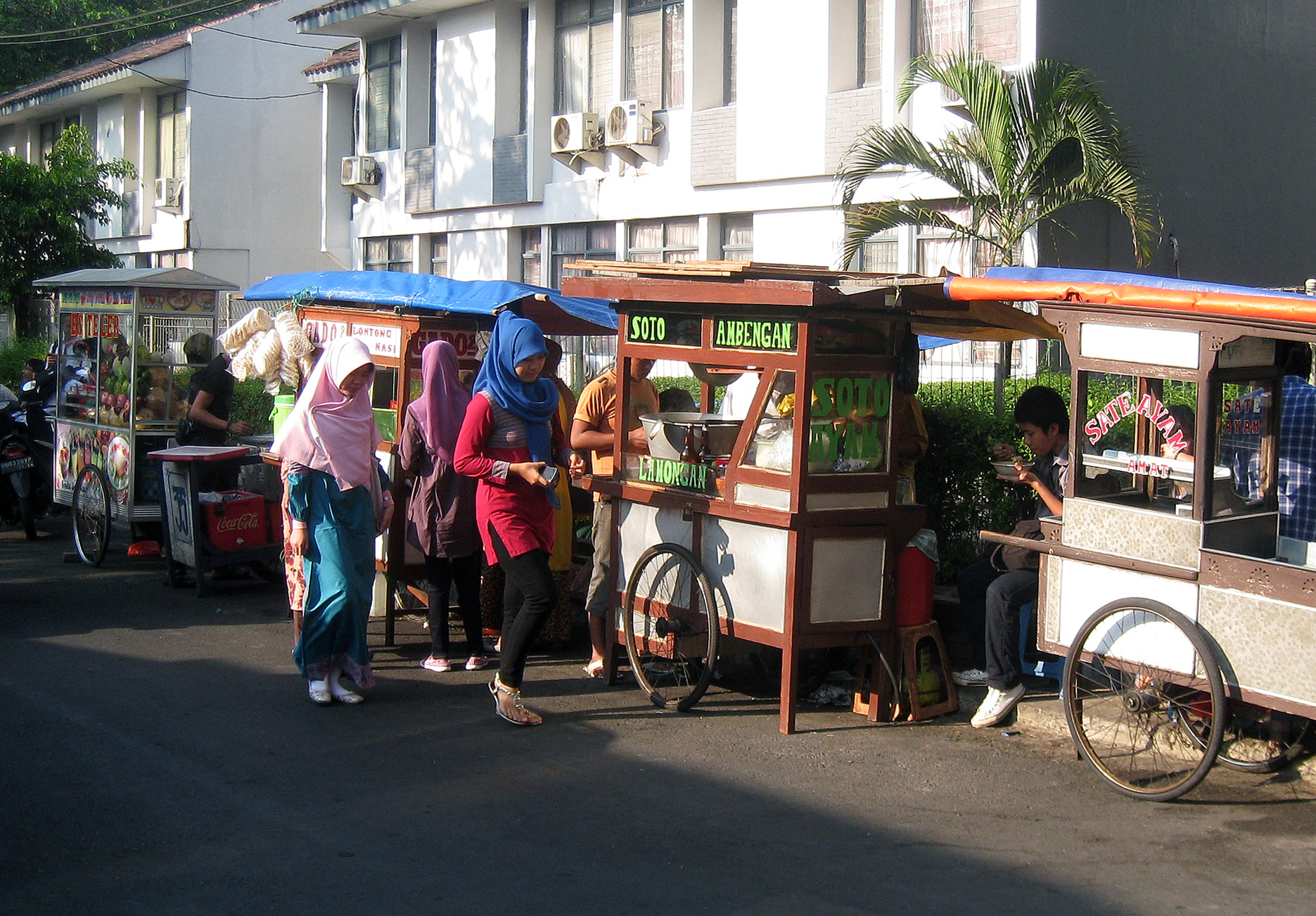
Targ z ulicznym jedzeniem w Cempaka Putih

## Podział
W skład dzielnicy wchodzą trzy gminy (kelurahan):
- Cempaka Putih Timur – kod pocztowy 10510
- Cempaka Putih Barat – kod pocztowy 10520
- Rawasari – kod pocztowy 10570